# Бенячкова Габріела
Габріела Бенячкова (Габріела Бенячкова-Чапова, словац. Gabriela Beňačková-Čápová, нар. 25 березня 1947 року, Братислава , Чехословаччина)  — чехословацька і словацька оперна співачка, ліричне сопрано.

## Біографія
Бенячкова з дитинства навчалася грі на фортепіано, співу і балету. Співала в дитячому хорі Чехословацького радіо в Братиславі. Навчалася вокалу з 1962 року в Братиславській консерваторії, в 1966—1967 роках в Жилінській консерваторії, в 1967—1971 роках — в Академії виконавських мистецтв у Братиславі.
У 1969 році стала лауреатом конкурсу Яначека в Лугачовице і абсолютною переможницею конкурсу Дворжака в Карлових Варах. Перемога в цих конкурсах дала Бенячковій можливість вступити в Національний театр у Празі, де з 1970 року вона виконувала партії чеського, російського та італійського репертуару. З 1974 року виступала в Віденській опері, а згодом — на найбільших світових сценах. У 1991 вийшла на сцену Ковент-Гардена (Леонора в «Фіделіо» Бетховена) і дебютувала в Метрополітен-опера в заголовній партії в опері Яначека « Катя Кабанова». Озвучувала головну героїню фільму «Божественна Емма» (The Divine Emma) — видатну чеську співачку Емму Дестін.
Бенячкова спеціалізується на творах словацьких і чеських композиторів: Сухоня, Сметани, Яначека, Дворжака. Вважається однією з найбільших виконавиць ролі Єнуфа. Виступ з цією партією в партнерстві з Леоні Різанек називають легендарним, особливо відзначаючи виразний вокал, надзвичайний артистизм і розуміння співачкою способу Єнуфа. У репертуарі співачки також Тетяна («Євгеній Онєгін» П. Чайковського), Маженка («Продана наречена» Б. Сметани), Маргарита («Мефістофель» А. Бойто і «Фауст» Ш. Гуно), Мікаела («Кармен» Ж. Бізе), Мімі («Богема» Дж. Пуччіні), Мадлен («Андре Шеньє» У. Джордано), Русалка («Русалка» А. Дворжака) та інші.
Бенячкова оголосила про завершення кар'єри в 2008 році, але в 2012 на Зальцбурзькому фестивалі в 2012 році виконала партію графині Де ла Рош в опері «Солдати» Ціммермана.

## Визнання
- Нагорода Артуро Тосканіні
- Золота медаль Джузеппе Верді в Пармі
- Номінована на премію Греммі
- Премія Supraphon за запис Каті Кабанової
- Kammersängerin у Відні та Мюнхенська державна опера
- Державна премія (1976)
- Заслужена артистка ЧССР (1979)
- Народна артистка ЧССР (1985)
- Золота медаль Яначека (2004)
- Медаль «За заслуги» (2008)
- 10 серпня 1997 року на честь співачки названий астероїд головного поясу 15897 Беначкова.
- 1 січня 2018 року Президент Андрей Кіска нагородив Орденом Подвійного білого хреста II ступеня.[11]

## Записи

### Аудіо
- Л. Яначек. «Енуфа» — Н. Кніплова, В. Пржібил, В. Якуб Крейчик; диригент Ф. Йилек — Театр Яначека (Брно), Supraphon (1977—1978)
- From the Heart: пісні М. Шнайдера-Трнавському — 2005

### Відео
- Б. Сметана. «Продана наречена» — П. Дворський, Р. Новак, М. Копп, М. Весела; диригент З. Кошлер — фільм Чехословацького ТВ (1981)
- У. Джордано, «Андре Шеньє» — П. Домінго, П. Каппуччіллі; диригент Н. Санті — Deutsche Grammophon, 1981
- Ш. Гуно. «Фауст» — А. Шрамек, Ф. Арайса, Р. Раймонд; диригент Е. Біндер, Віденська опера — Deutsche Grammophon, 1985
- А. Дворжак. «Реквієм» — І. Кирилова, Й. Прочко, В. Людек; диригент В. Нойман — Arthaus Musik, 1988
- А. Бойто. «Мефістофель» — Д. О'Нілл, С. Ремі; диригент М. Арена, опера Сан-Франциско — Arthaus Musik, 1989
- Л. Бетховен. «Фіделіо» — Н. Арчер, Р. Ллойд, М. Маклафлін, М. Педерсон, Й. Прочко, Х. Чаммер; диригент К. фон Донаньї, Ковент-Гарден — Arthaus Musik, 1991
- Б. А. Циммерман. «Солдати» — В. Аблінгер-Сперранке, Л. Ейкін, Т. А. Баумгартнер, Д. Брено, Б. Даньел, К. Калліш, М. Клінк, Т. Конечни; диригент І. Метцмахер — Euroarts / Medici Arts, 2012